# Monaster Objawienia Pańskiego w Krzemieńcu
Monaster Objawienia Pańskiego – prawosławny klasztor w Krzemieńcu, należący do eparchii tarnopolskiej Ukraińskiego Kościoła Prawosławnego Patriarchatu Moskiewskiego.
Prawosławny męski klasztor pod wezwaniem Objawienia Pańskiego w Krzemieńcu ufundowali chorąży Daniel Maliński i cześnik Wawrzyniec Drewiński w 1636. Mnisi zajmowali się prowadzeniem szpitala, szkoły i przytułku, patronowali również świeckiemu Bractwu Objawienia Pańskiego. Od 1636 lub 1638 prowadzili drukarnię, która publikowała teksty pisane w cyrylicy. W XVIII w. mnisi prawosławni zostali zmuszeni do opuszczenia klasztoru, który przejęli jezuici. W 1725 przekazali oni obiekty klasztorne bazylianom. Ci z kolei opuścili obiekty w latach 1805–1807, gdy decyzją Tadeusza Czackiego dawny budynek monasteru włączono w skład obiektów Liceum Krzemienieckiego. Udostępniono im jednak osiemnastowieczny gmach klasztoru reformatów, ufundowany przez wojewodę kijowskiego Stanisława Potockiego w 1750. Bazylianie administrowali obiektem do represji carskich po powstaniu listopadowym, kiedy przejął go Rosyjski Kościół Prawosławny. Reorganizacja prawosławnej wspólnoty zakonnej nastąpiła jednak dopiero w 1865, gdy do Krzemieńca sprowadzono mnichów z monasteru św. Jana Miłościwego w Zahajcach Małych. Przez cztery lata monaster w Krzemieńcu był filią tegoż klasztoru, następnie od 1873 do 1906 podlegał klasztorowi Trójcy Świętej w Dermaniu. Według danych z 1892 wspólnotę tworzyło 6 mnichów i 25 posłuszników. Ponadto w monasterze rezydował jeden z biskupów pomocniczych eparchii wołyńskiej. W odróżnieniu od wspólnot wielu innych monasterów regionu, mnisi z Krzemieńca nie udali się na bieżeństwo. Według danych z 1936 w monasterze przebywało siedmiu mnichów.
Po odzyskaniu przez Polskę niepodległości Krzemieniec znalazł się w granicach II Rzeczypospolitej, zaś klasztor działał nadal w ramach diecezji wołyńskiej PAKP. Był rezydencją zwierzchnika diecezji. Kompleks monasterski składał się z czterech cerkwi, jednopiętrowego budynku mieszkalnego dla mnichów, szkoły psalmistów z internatem, jednego obiektu gospodarczego oraz budynku seminarium duchownego i komitetu misyjnego diecezji.
Po zajęciu Krzemieńca przez Armię Czerwoną w 1944 monaster został zamknięty i zaadaptowany na salę sportową oraz szpital. Prawosławni odzyskali obiekty w 1990; klasztor został odremontowany i jest ponownie czynny jako jeden z trzech monasterów eparchii tarnopolskiej. Od czasu reaktywacji jest to wspólnota żeńska.

## Architektura

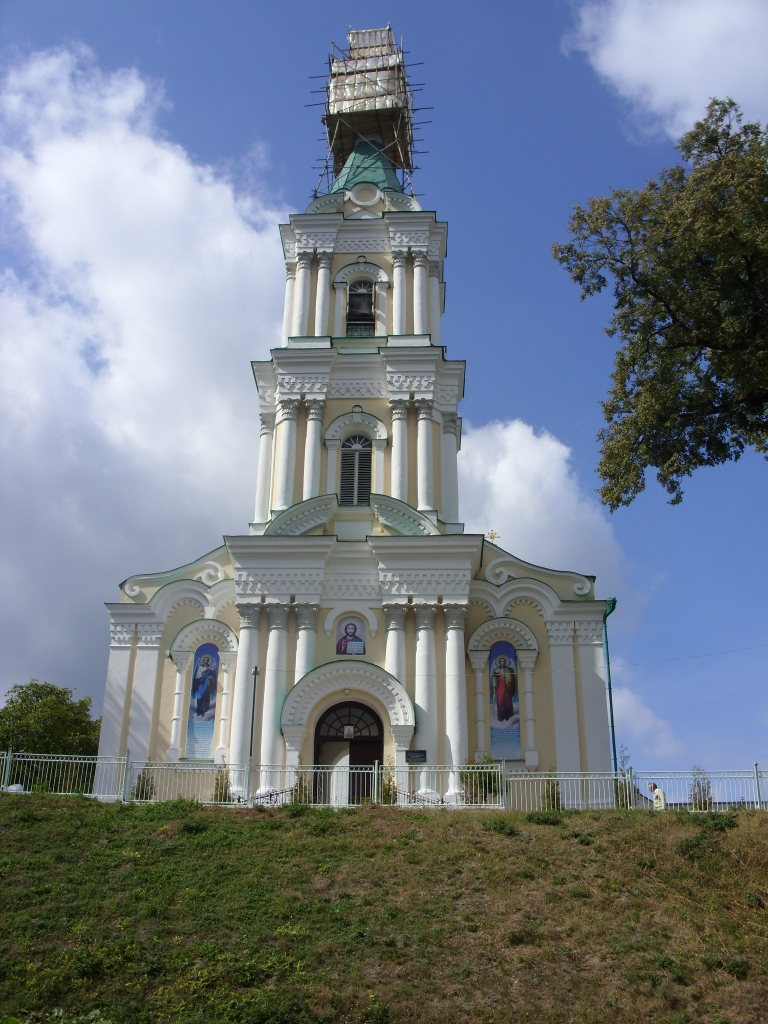
Brama-dzwonnica

Główna cerkiew klasztorna, Objawienia Pańskiego, powstała w przebudowanym późnobarokowym kościele. Jest to obiekt jednonawowy o wydłużonym prezbiterium na planie prostokąta, dekorowany zewnętrznie rzędami pilastrów porządku toskańskiego. Z cerkwią sąsiaduje znacznie późniejsza, wzniesiona w stylu moskiewskim dzwonnica. Druga świątynia, św. Mikołaja, jest cerkwią domową zlokalizowaną w dawnym refektarzu, w budynku mieszkalnym dla mnichów. W tym samym budynku znajduje się inna świątynia domowa pod wezwaniem św. Jana Chrzciciela. Najmłodsza z monasterskich świątyń powstała w 1910 z inicjatywy Marii Gippowskiej, dla upamiętnienia jej zmarłego męża, ks. Jana Gippowskiego. Cerkiew ta nosi wezwanie św. Hioba Poczajowskiego.